# Джош Цукерман
Джошуа Раян Цукерман (англ. Joshua Ryan Zuckerman, нар. 1 квітня 1985) — американський актор, відомий головною роллю у комедійному фільмі «Сексдрайв» (2008). Серед інших відомих ролей актора — Марк Каллін у науково-фантастичному серіалі «Кайл XY», Едді Орлофскі у «Відчайдушних домогосподарках», Нейт Марлоу в комедійному серіалі «Significant Mother», Макс Міллер у драмі CW «90210: Нове покоління», озвучування головної ролі Поні в мультсеріалі Nickelodeon «It's Pony».

## Раннє життя
Народився і виріс у Лос-Альтосі, штат Каліфорнія, у єврейській родині з п'ятьма дітьми. Відвідував початкову школу Bullis-Purisima Elementary School. Розпочав акторську діяльність у віці 10 років, зігравши серію ролей у сусідньому театрі «Bus Barn» з молодіжною компанією Los Altos Theatre.
Після переїзду до Лос-Анджелеса відвідував школу Egan Junior High School та The Buckley School в Шерман-Окс. У 2003 році поступив до Принстонського університету, де був членом братства Delta Kappa Epsilon (ΔΚΕ). Після закінчення першого курсу покинув університет та зосередився на акторській кар'єрі.

## Кар'єра
У професійному кіно дебютував у 2000 році разом із Джулією Луї-Дрейфус і Дру Кері в музичному фентезі каналу Disney Channel «Geppetto», потім грав гостьові ролі в серіалах «Поліція Нью-Йорка» і «Once and Again».
З часом почав більше зніматися у ролях другого плану в кінофільмах, зокрема у комедії Джеймса Гандольфіні «Пережити Різдво» (2004) із Беном Аффлеком та чорній комедії Еван Рейчел Вуд «Pretty Persuasion» (2005). У 2008—2009 роках з'явився в періодичній ролі Марка в серіалі ABC Family «Кайл XY».
Того ж року підписав контракт на одну зі своїх перших головних ролей — у фільмі «Сексдрайв» він виконав роль молодого випускника школи, який із двома друзями вирушає на зустріч із дівчиною, з якою познайомився в інтернеті, аби позбутися цноти.
У серіалі «Відчайдушні домогосподарки» зіграв роль Едді Орлофскі, у серіалі CW «90210: Нове покоління» виконував постійну роль Макса Міллера.